# Osjećaj krivnje
Osjećaj krivnje osjećaj je vezana uz moral, koja se javlja kada osoba vjeruje, da je iznevjerila vlastite standarde ponašanja ili da je prekršila univerzalne moralne standarde i snosi odgovornost za to kršenje. Krivnja je usko povezana s pojmom kajanja, žaljenja, kao i srama.
Osjećaj krivnje i povezani uzroci, prednosti i nedostaci česte su teme u psihologiji i psihijatriji. I u specijaliziranom i u običnom jeziku, krivnja je afektivno stanje u kojem osoba doživljava sukob zbog toga što je učinila nešto za što vjeruje da nije trebala učiniti (ili obrnuto, što nije učinila nešto za što vjeruje da je trebala učiniti). To rađa osjećaj koji ne nestaje lako, vođen savješću. Sigmund Freud to je opisao kao rezultat borbe između ega i superega – roditeljski otisak. 
Alice Miller tvrdi da "mnogi ljudi cijeli život pate od opresivnog osjećaja krivnje, osjećaja da nisu ispunili očekivanja svojih roditelja... nikakav argument ne može nadvladati te osjećaje krivnje, jer oni imaju svoje početke u najranijoj dobi života, i iz toga proizlazi njihov intenzitet." To se može povezati s onim što je Les Parrott nazvao "bolešću lažne krivnje... U korijenu lažne krivnje je ideja da ono što osjećate mora biti istinito ."
Filozof Martin Buber istaknuo je razliku između frojdovskog pojma krivnje, temeljenog na unutarnjim sukobima i egzistencijalne krivnje, utemeljene na stvarnoj šteti nanesenoj drugima. Osjećaj krivnje često je povezan s tjeskobom. U maniji, prema Ottu Fenichelu, pacijent uspijeva primijeniti na krivnju "obrambeni mehanizam poricanja prekomjernom kompenzacijom... ponovno glumi osobu bez osjećaja krivnje." U psihološkim istraživanjima, krivnja se može mjeriti pomoću upitnika.
Krivnja u Bibliji nije samo emocionalno stanje; to je i pravno stanje zaslužne kazne. U Starom zavjetu, kršćani su vjerovali da se kroz žrtvu grijesi mogu oprostiti. Novi zavjet kaže da je u Isusu Kristu, Bog uzeo na sebe grijehe svijeta i umro na križu da plati dug čovječanstva (Rim 6,23). Oni koji se pokaju i prihvate Kristovu žrtvu za svoje grijehe, bit će otkupljeni od Boga i stoga neće biti krivi pred njim. Bit će im dodijeljen vječni život koji će stupiti na snagu nakon drugog Kristova dolaska (1 Sol 4,13–18).